# Zygmunt Waliszewski
Zygmunt Waliszewski (Szentpétervár, 1897. december 1. – Krakkó, 1936. október 5.) lengyel festő, a kolorista mozgalom tagja.

## Élete
Waliszewski Szentpéterváron született lengyel mérnökcsaládban. Szülei 1907-ben Tbiliszibe költöztek, a gyermekkorát itt töltötte. Tbilisziben kezdte meg a tanulmányait egy rangos művészeti iskolában. 1908-ban volt az első kiállítása, és részt vett az avantgárd művészeti életben.
Az első világháború alatt az orosz hadseregben harcolt, 1917-ben tért vissza Tbiliszibe. Többször járt Moszkvában, és itt az orosz futuristák inspirálták. Később egy termékeny tbiliszi futurista csoport tagja lett. Az 1920-as évek elején Lengyelországba távozott, és Krakkóban telepedett le.
1921 és 1924 között a Krakkói Képzőművészeti Akadémián tanult Wojciech Weiss és Józef Pankiewicz műtermében. 1924-ben az avantgárd csoportjával Párizsba utazott, és ott Pankiewicz irányításával folytatta festészeti tanulmányait. Részt vett a kapisták plein air festőműhelyeiben Cagnes-ben, Valence-ben, Cap Martinban és Avignonban. A Louvre-ban olyan régi mesterek műveinek másolatait festette meg, mint Tiziano, Veronese, Velázquez, Vermeer, Goya és Delacroix. Cézanne, van Gogh és Matisse művészete is lenyűgözte.
Párizsban megbetegedett a gyógyíthatatlan Buerger-kórban. Mindkét lábát amputálták, fennállt a veszélye, hogy amputálják a kezét is.
1931-ben visszatért Lengyelországba, Varsóban, Krzeszowicében és Krakkóban élt. 1933-ban megnősült. Fogyatékossága ellenére továbbra is dolgozott.
Waliszewski díszleteket és plakátokat tervezett, könyvillusztrációkat készített, karikatúrákat és groteszk jeleneteket rajzolt és festett. Krakkóban összebarátkozott a lengyel formistákkal. Elsősorban portrékat és figurális kompozíciókat, valamint vidéki tájképeket festett. Hirtelen, váratlanul halt meg 1936-ban. Rövid élete ellenére gazdag művészi hagyatékot hagyott hátra.
1937. november 11-én posztumusz a Lengyelország Újjászületése érdemrend tisztikeresztjével tüntették ki.

## Képgaléria

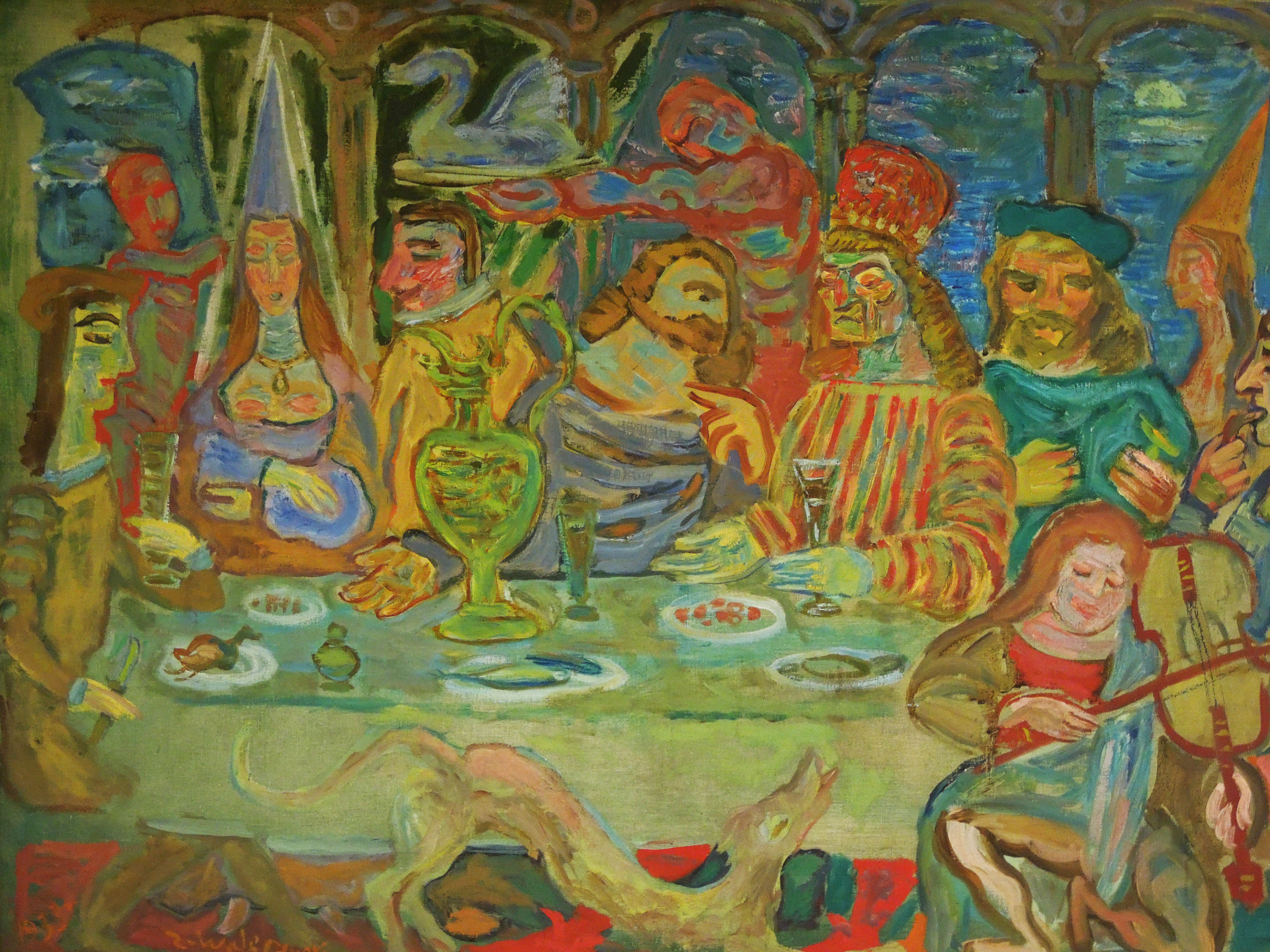
Egy lakoma Benvenuto Cellininél
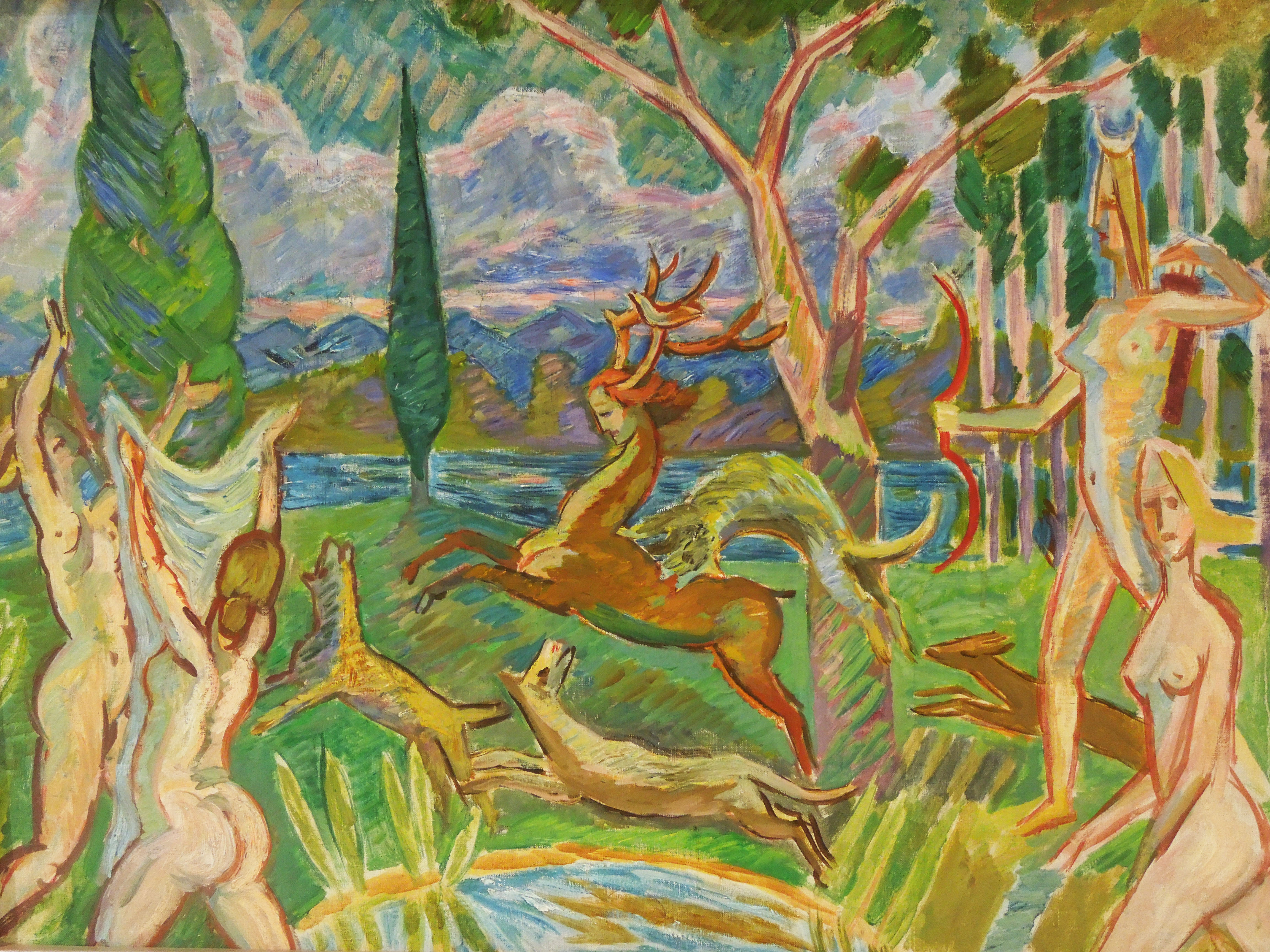
Diana és Aktaión
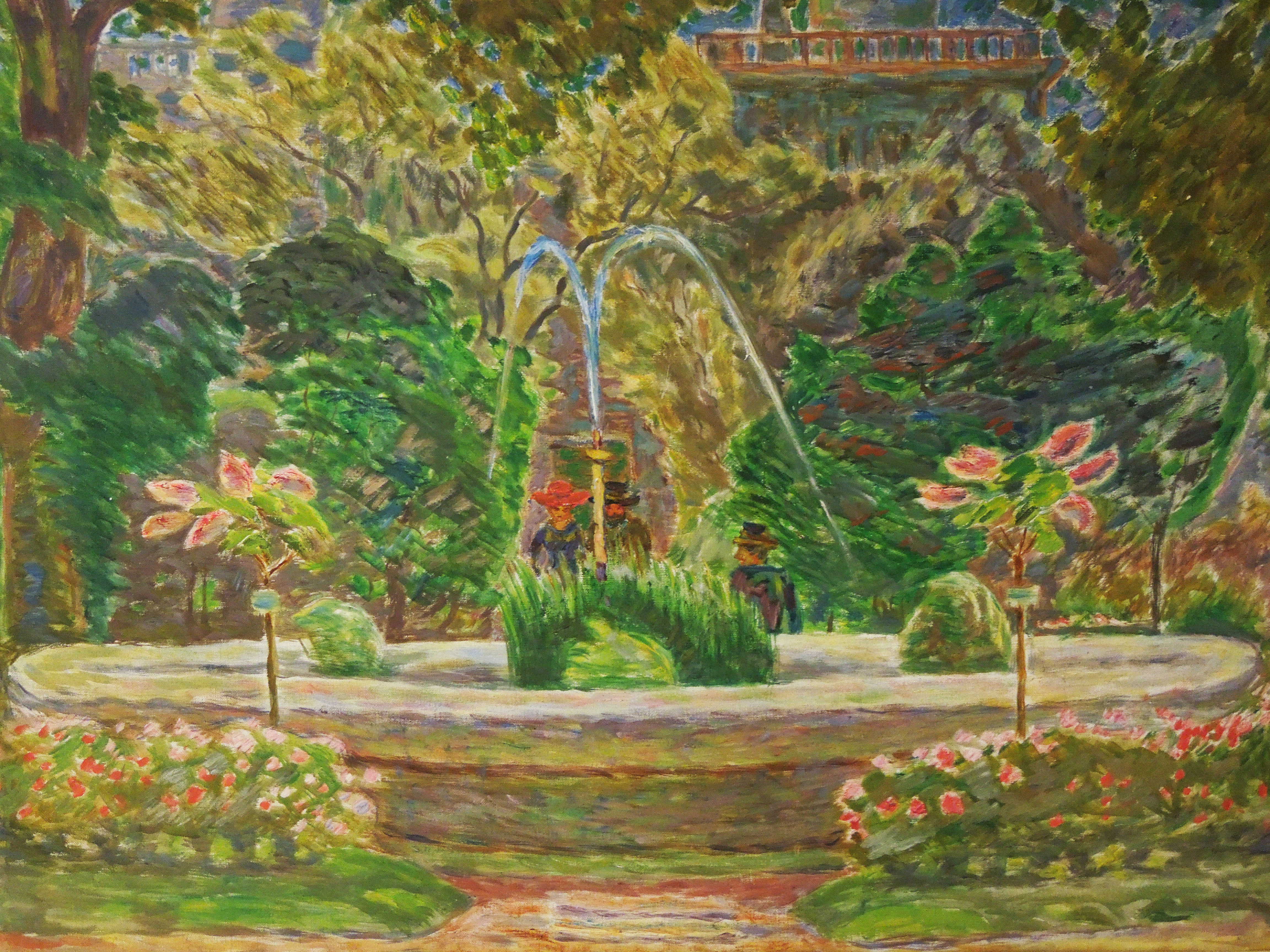
Botanikus kert Varsóban
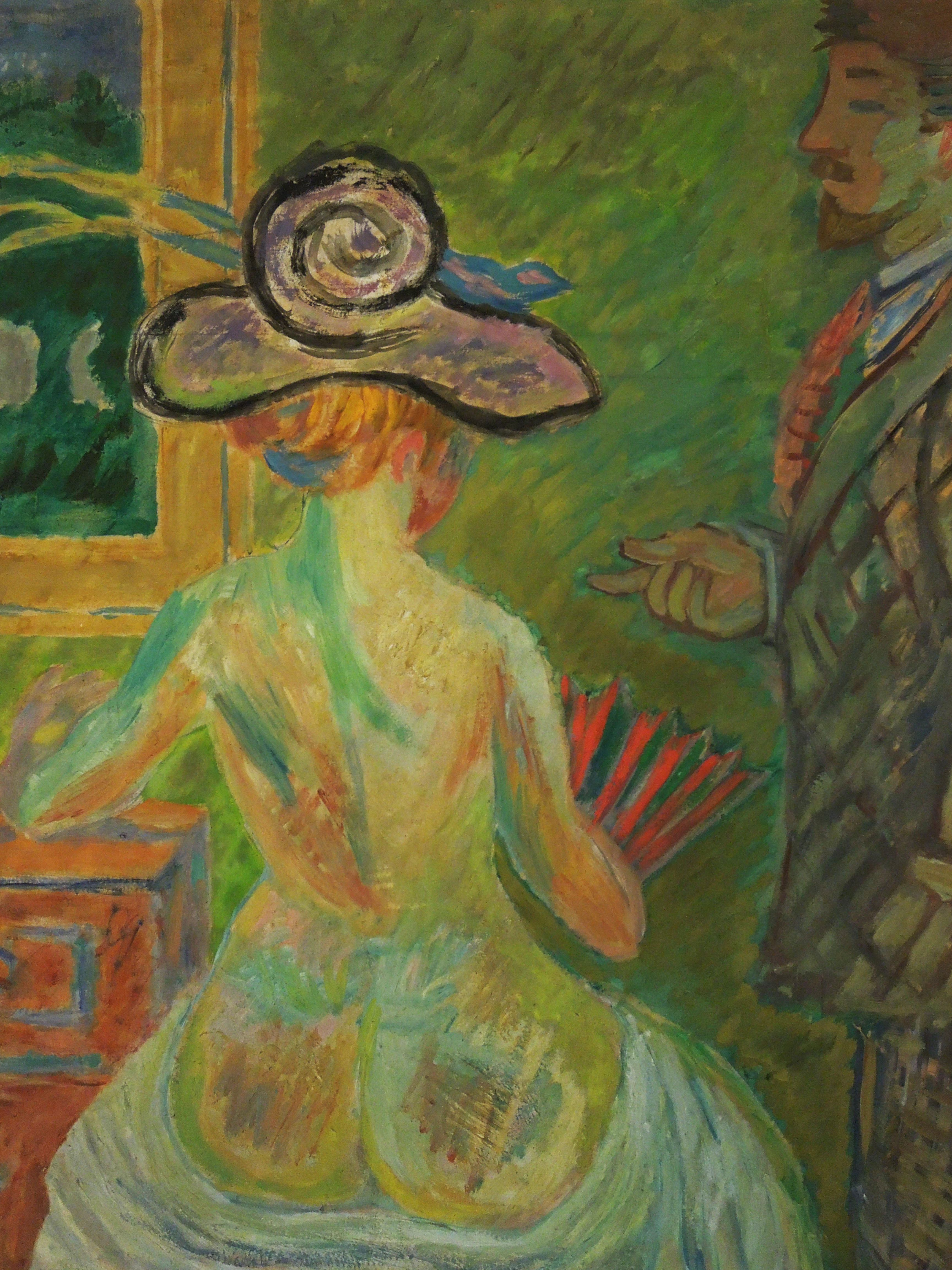
Akt kalapban
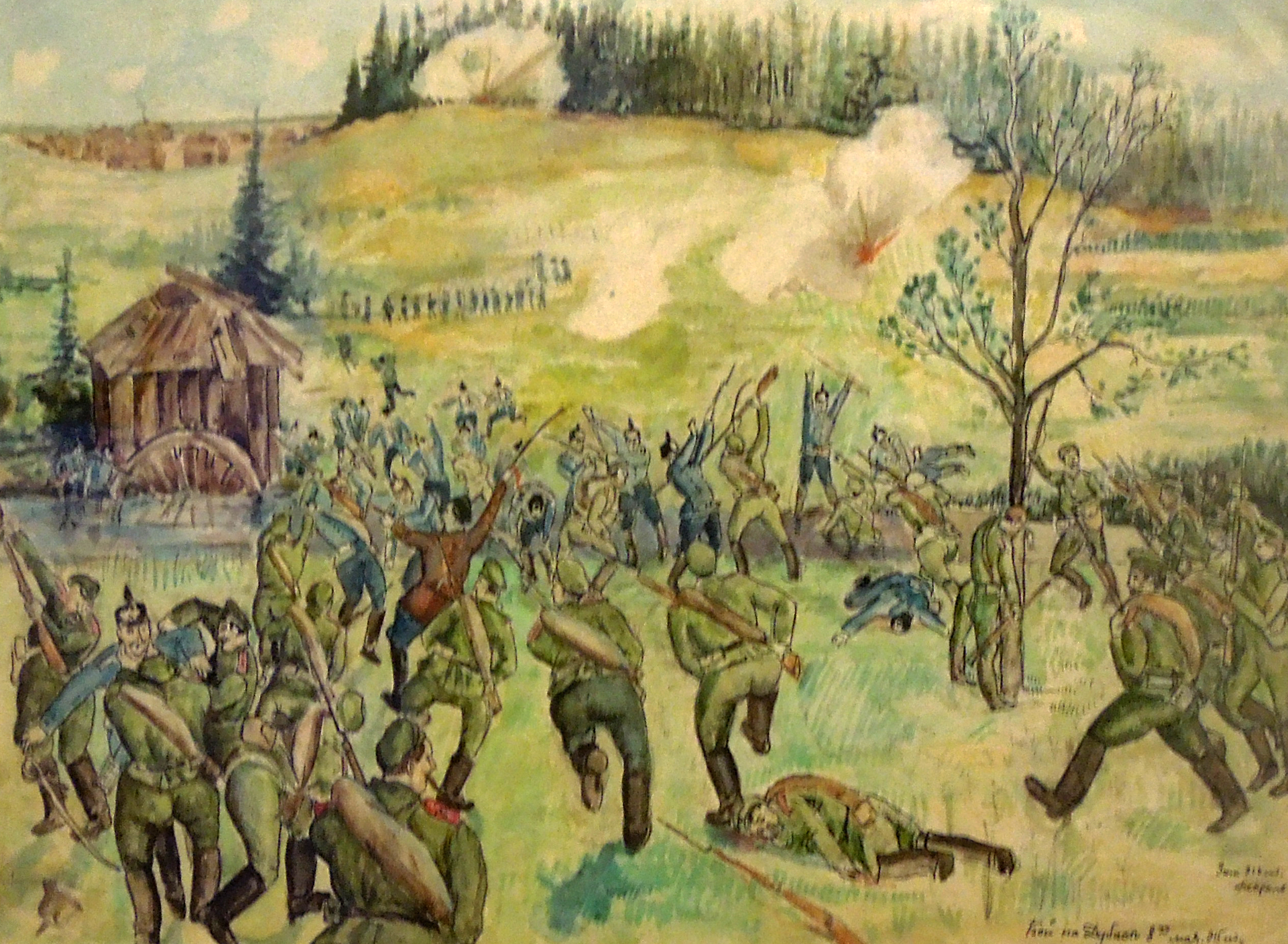
A dubissai csata
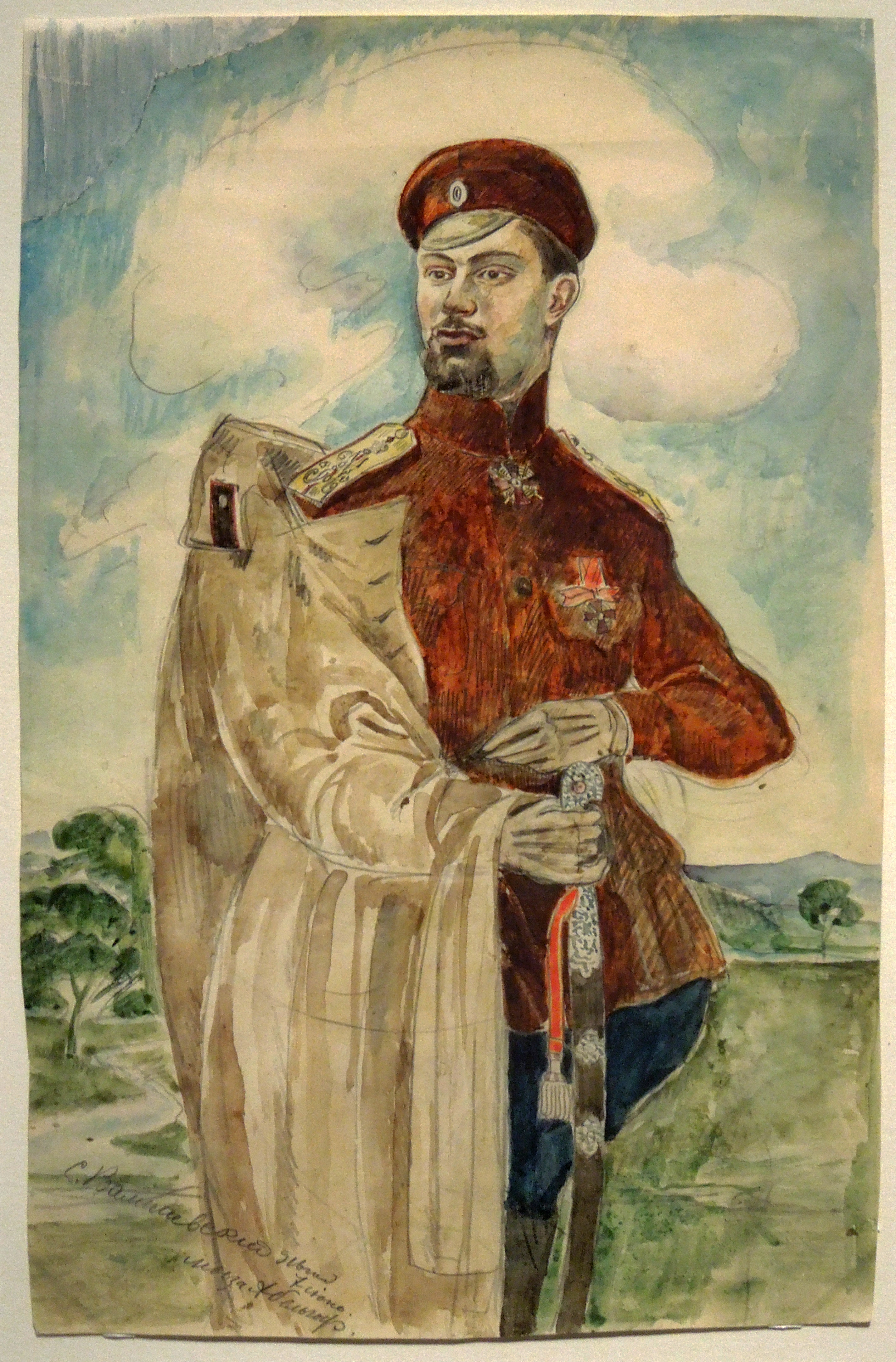
Kirył Zdanowicz portréja
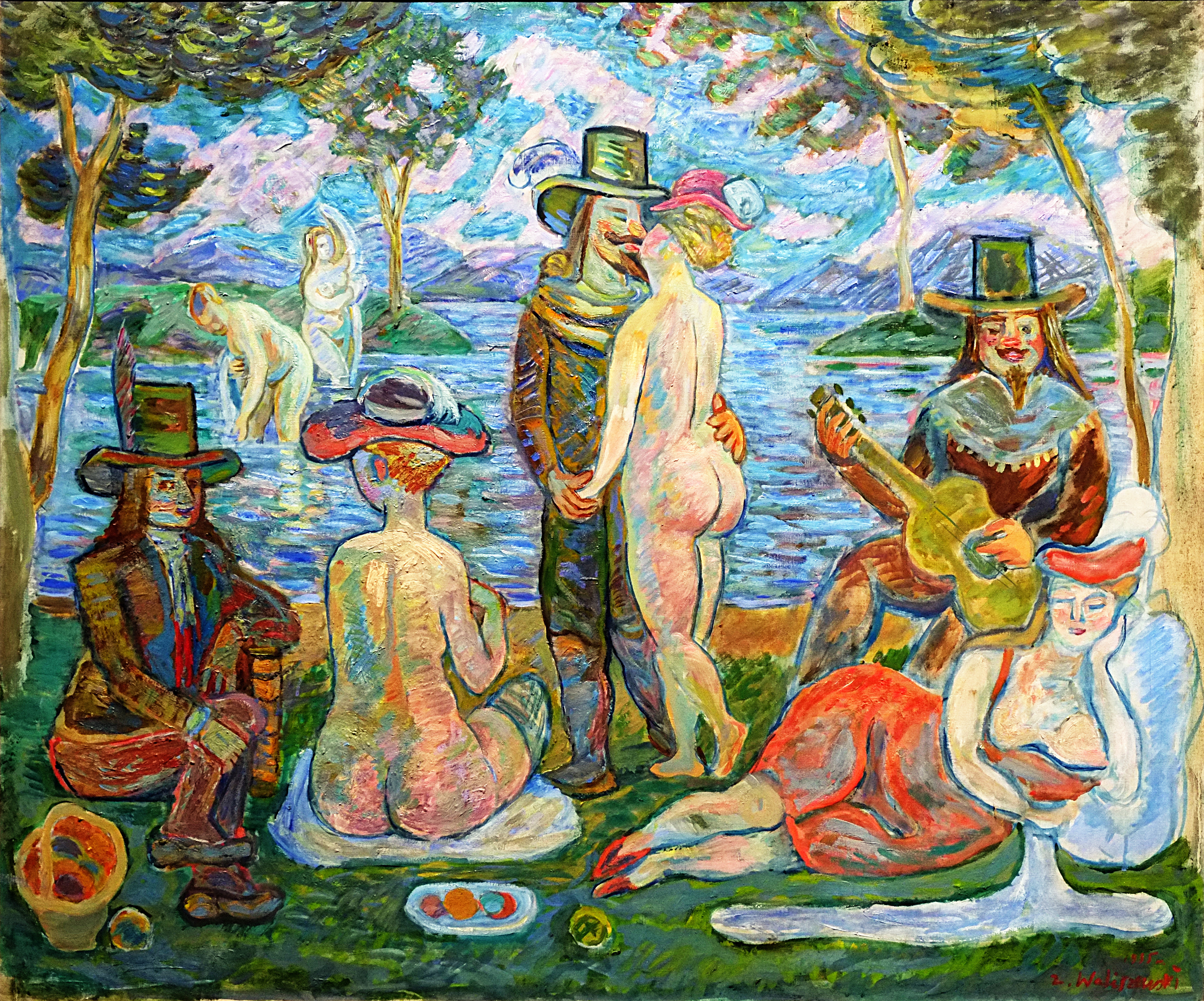
A szerelem szigete
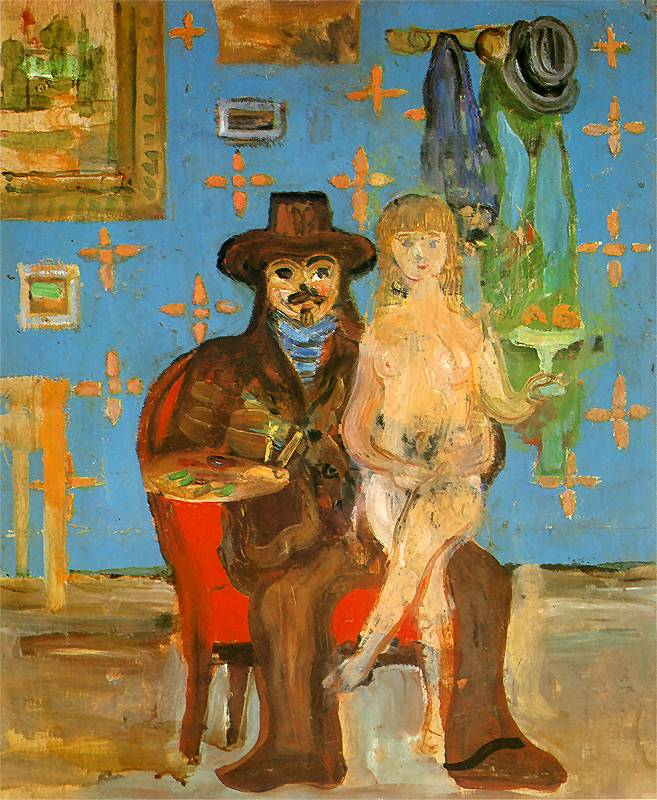
Festő és modell
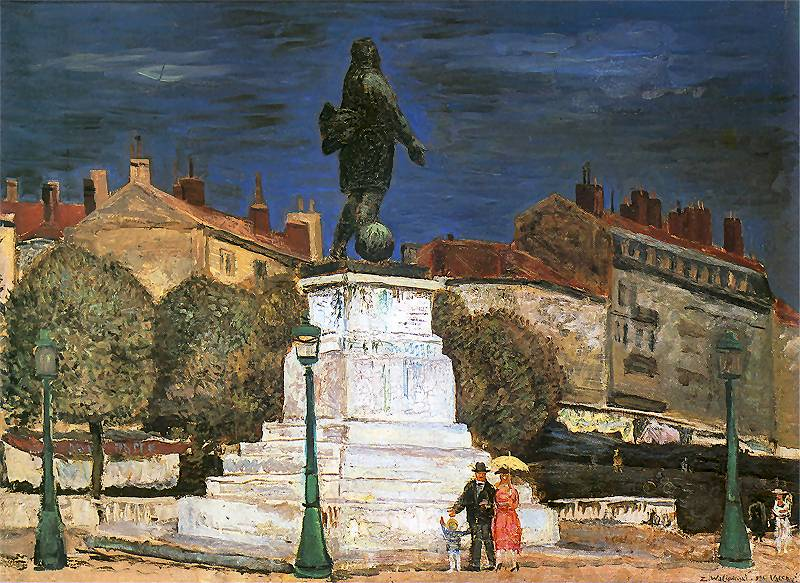
Championnet tábornok szobra Valence-ben
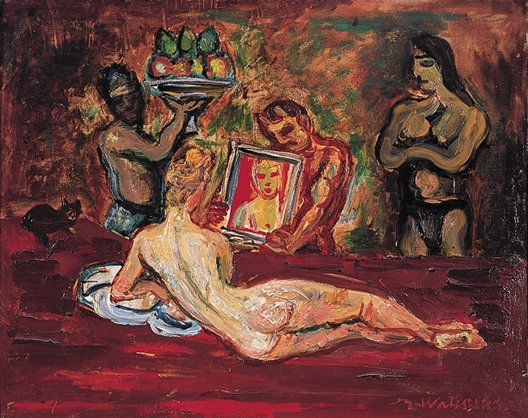
Vénusz
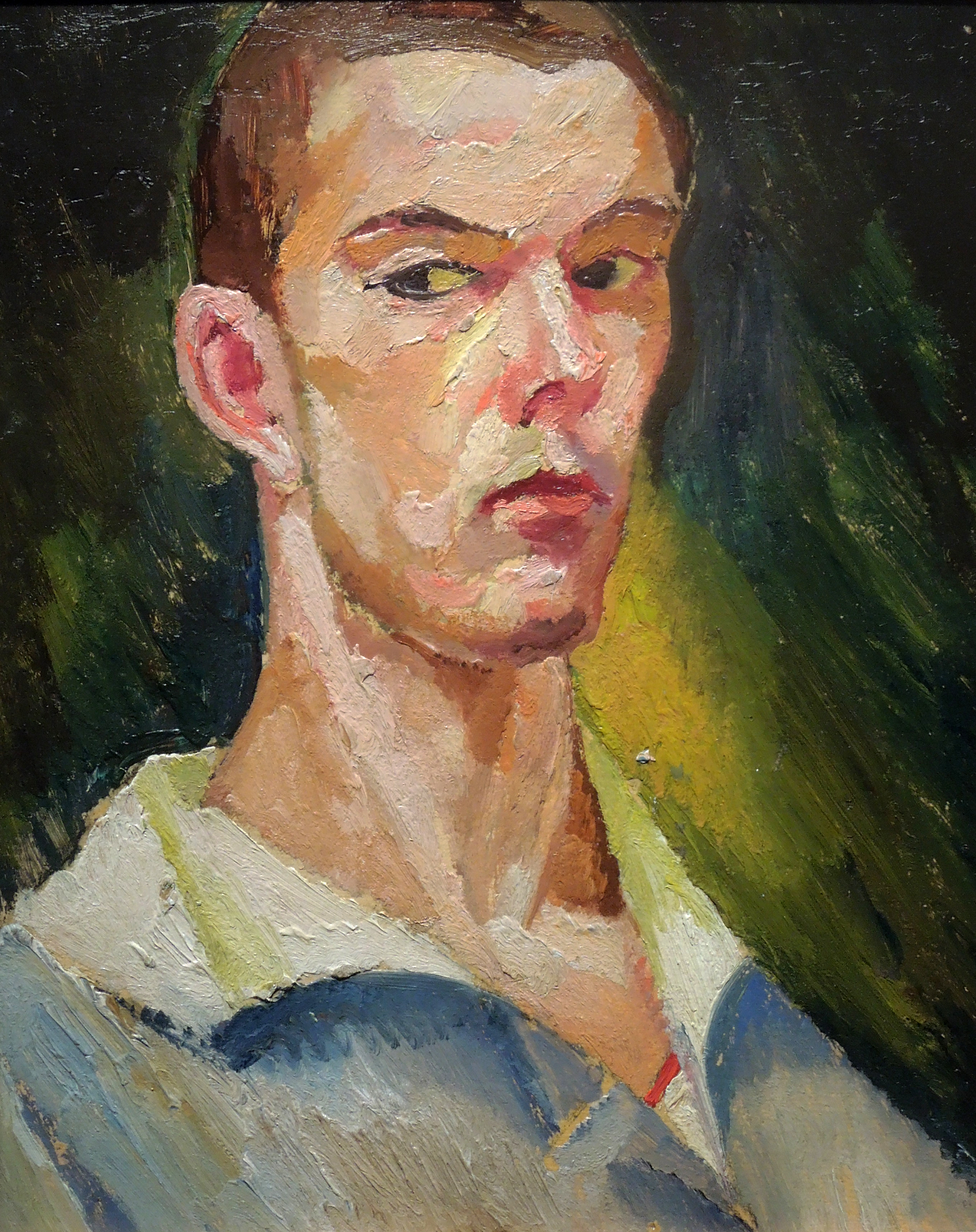
Kubista önarckép
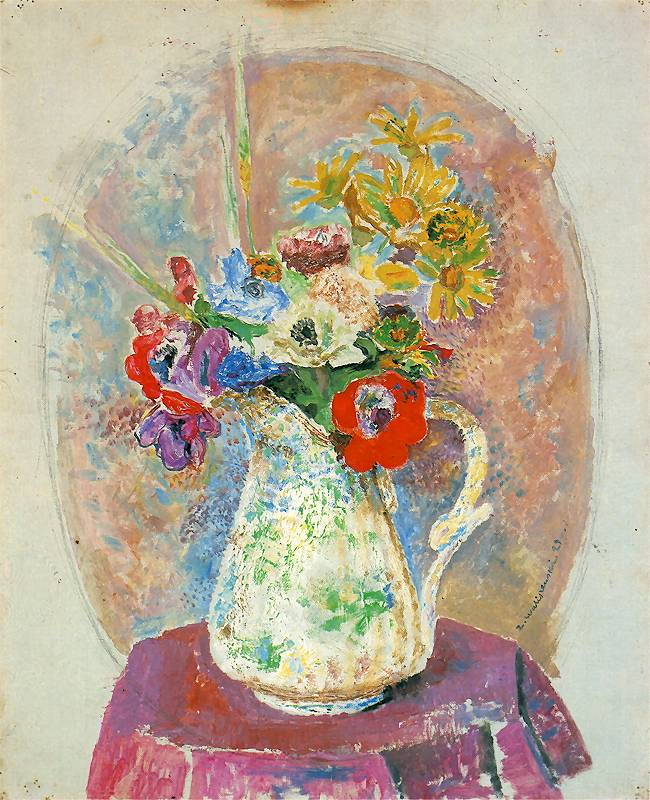
Virágok
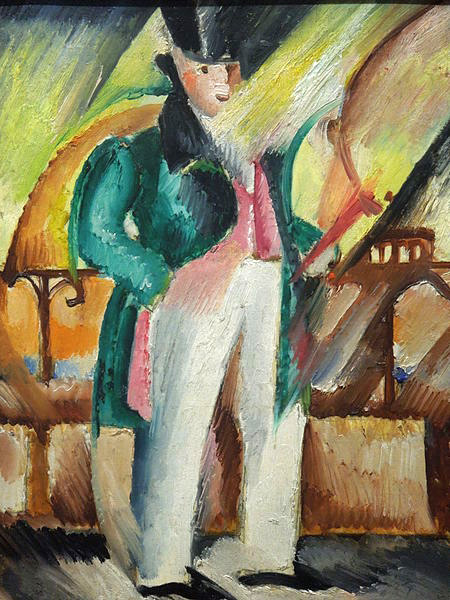
Az úriember zöld szmokingban
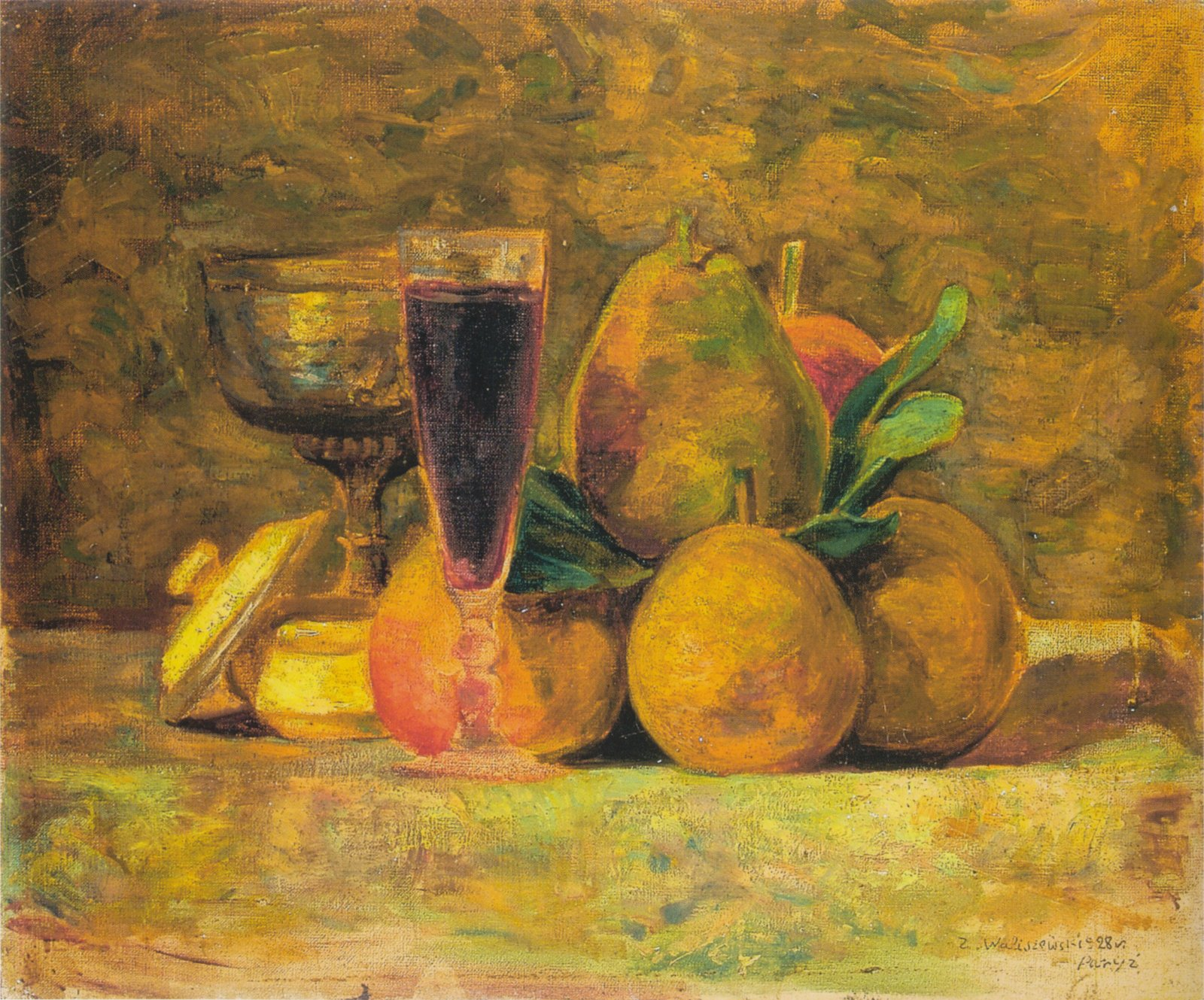
Csendélet
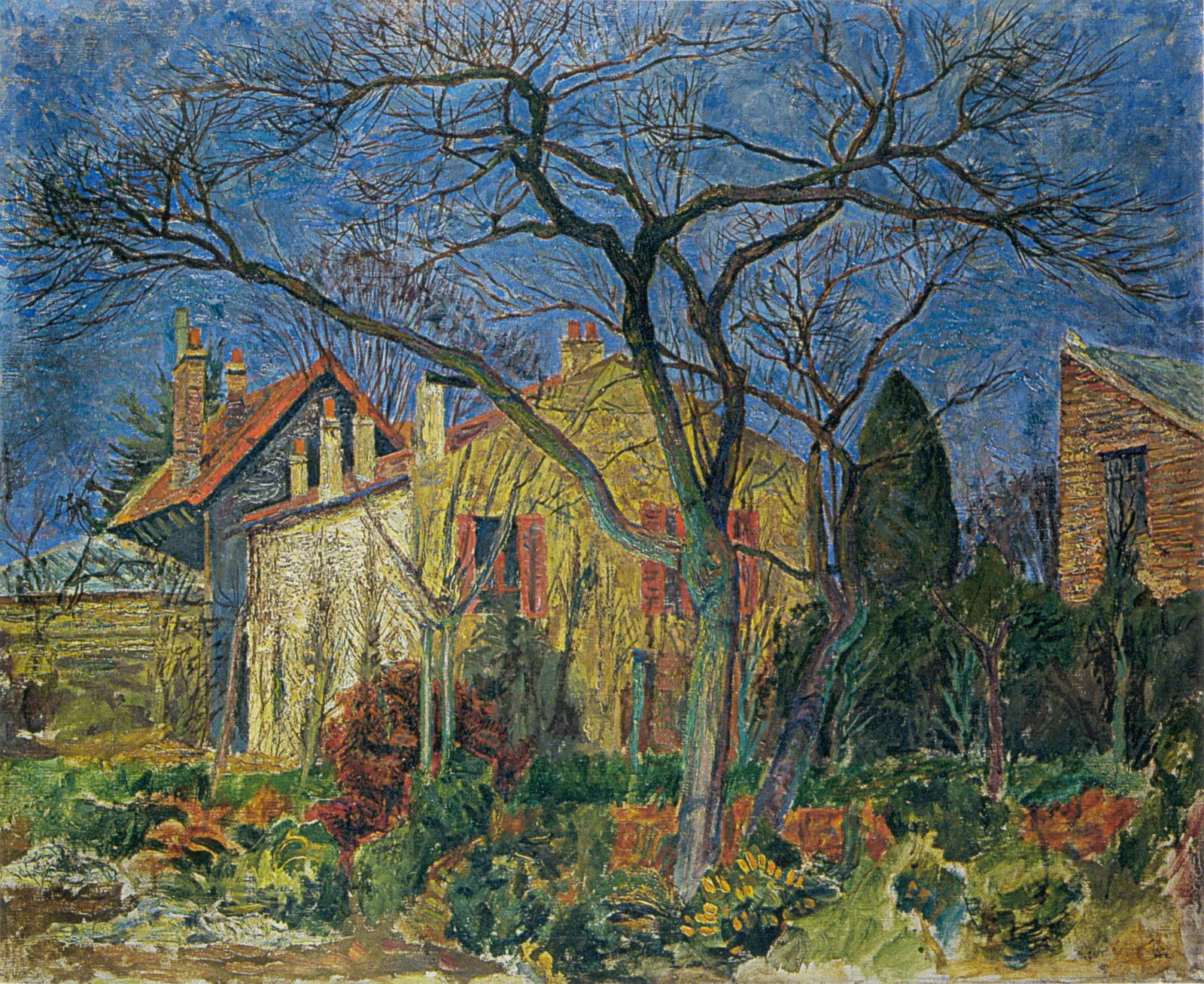
Meaux-i táj
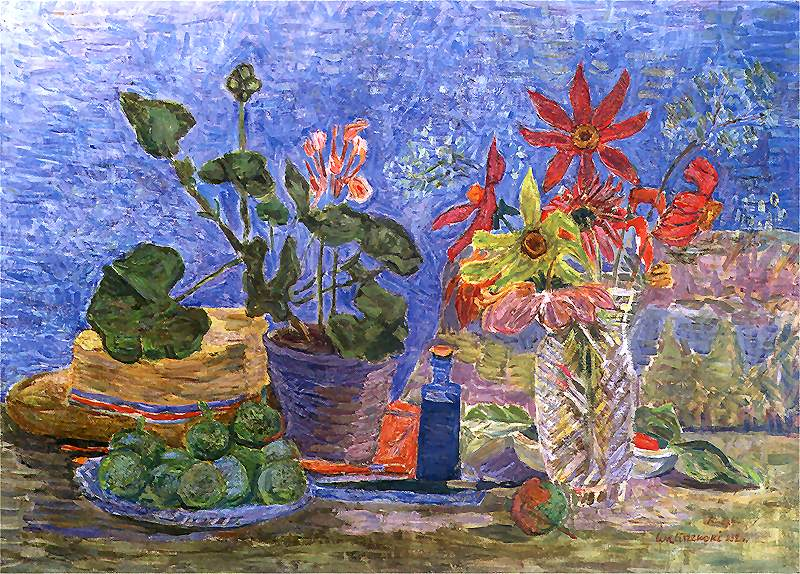
Virágok és gyümölcsök

## Fordítás
- Ez a szócikk részben vagy egészben  a   Zygmunt Waliszewski című angol Wikipédia-szócikk ezen változatának fordításán alapul.  Az eredeti cikk szerkesztőit annak laptörténete sorolja fel. Ez a jelzés csupán a megfogalmazás eredetét és a szerzői jogokat jelzi, nem szolgál a cikkben szereplő információk forrásmegjelöléseként.